# 伊萨基专区
伊萨基专区（希臘語：Περιφερειακή Ενότητα Ιθάκης），是希腊伊奧尼亞群島大區的一个专区。首府为瓦西镇。专区面积为117.8平方公里，2021年人口数量为3,333人。该专区除了伊薩基島之外还包括其他几个小岛。

## 行政
伊萨基专区成立于2011年，在当时的卡利克拉提斯改革方案中，希腊所有州份被取消。在原凱法利尼亞州的区域内成立了凯法利尼亚专区和伊萨基专区。伊萨基专区只包括一个市镇：
- 伊萨基（1，地图中的数字）